# Ozren Nedoklan
Ozren Nedoklan Cina (Split, 2. listopada 1922. – Split, 2. rujna 2004.), hrvatski nogometaš i nogometni trener iz grada Splita. 
Igrao je u predratnom RNK Split, da bi tijekom 2. svjetskog rata otišao u partizane. Iako je bio igrač Splita dobiva poziv za priključenje obnovljenoj momčadi Hajduka na otoku Visu. Sudionik je tada velikih i poznatih Hajdukovih utakmica. 
 Nakon rata odlazi u Zagreb na tzv. Višu fiskulturnu školu. Za vrijeme školovanja u Zagrebu nastupa za tamošnji nogometni klub Akademičar. Trenirao ga je tadašnji poznati sportski igrač i trener Ico Hitrec. 
 Po povratku u Split trenira lokalne klubove - Orkana iz Dugog Rata, potom splitskog Dalmatinca, da bi zatim krajem 50-ih godina otišao u Švicarsku gdje je u Belinzoni nastupao i kao igrač i kao trener. Trenira potom Istru iz Pule, koju uvodi u 2. ligu. 
 Povratkom u rodni Split sredinom 60-ih vodi Hajduka i Splita, da bi poslije otišao u Afriku gdje se zadržao do kraja karijere. Trenirao je klubove iz Egipta, Tunisa i Maroka.
Statistika u Hajduku
| Natjecanje        | Nastupi | Zgoditci |
| ----------------- | ------- | -------- |
| Prvenstvo         | 0       | 0        |
| Kup               | 0       | 0        |
| Superkup          | 0       | 0        |
| Međunarodne       | 0       | 0        |
| Splitski podsavez | 0       | 0        |
| Ukupno            | 0       | 0        |
| Prijateljske      | 3       | 1        |
| Sveukupno         | 3       | 1        |